# Epica
Epica é uma banda holandesa de metal sinfônico formada em 2002 na cidade de Reuver, Limburgo pelo guitarrista e vocalista Mark Jansen.
Após sua saída do grupo de metal sinfônico After Forever em 2002, Jansen decidiu fundar sua própria banda, que inicialmente se chamava Sahara Dust. A formação original contava ainda com a ex-vocalista do Trail of Tears, Helena Iren Michaelsen. No entanto, houve algumas mudanças na formação e Helena foi substituída pela mezzo-soprano Simone Simons.
O primeiro álbum, The Phantom Agony, foi lançado em 2003 e obteve uma boa resposta da crítica. Seu sucessor, Consign to Oblivion, saiu em 2005 e debutou na 12.ª posição das paradas holandesas. O terceiro disco, The Divine Conspiracy, foi lançado através da gravadora Nuclear Blast em 2007, após o rompimento com o selo Transmission Records.
Em 2009 foi lançado o quarto álbum da banda, Design Your Universe, que entrou nas paradas de vários países europeus, sendo aclamado pela critíca especializada. O álbum seguinte, Requiem for the Indifferent, foi disponibilizado em 2012 e marcou a estreia da banda na cobiçada Billboard 200 na 105.ª posição. O concerto comemorativo de dez anos do grupo ocorreu na cidade holandesa de Eindhoven em 23 de março de 2013 e contou com uma orquestra e coro ao vivo, participações especiais, e a presença de ex-membros; o evento tornou-se o DVD ao vivo Retrospect.
O sexto álbum, The Quantum Enigma, foi lançado em 2014 e expandiu ainda mais o sucesso internacional do grupo. Em 2016, foi lançado o sétimo disco: The Holographic Principle. Atualmente a banda se encontra em estúdio gravando o vindouro oitavo álbum, que será lançado no segundo semestre de 2020.
Idealizada como uma banda de metal sinfônico com elementos góticos, o Epica ainda incorporou fortes influências de death, power e metal progressivo à sua música ao longo dos anos. As letras lidam majoritariamente com temas filosóficos, psicológicos, espirituais, morais, científicos, ambientais, sócio-políticos, globais e pessoais. O amplo uso de orquestras e coros de ópera também se tornaram uma marca registrada da banda.

## História

### Formação como Sahara Dust eThe Phantom Agony(2002–2004)

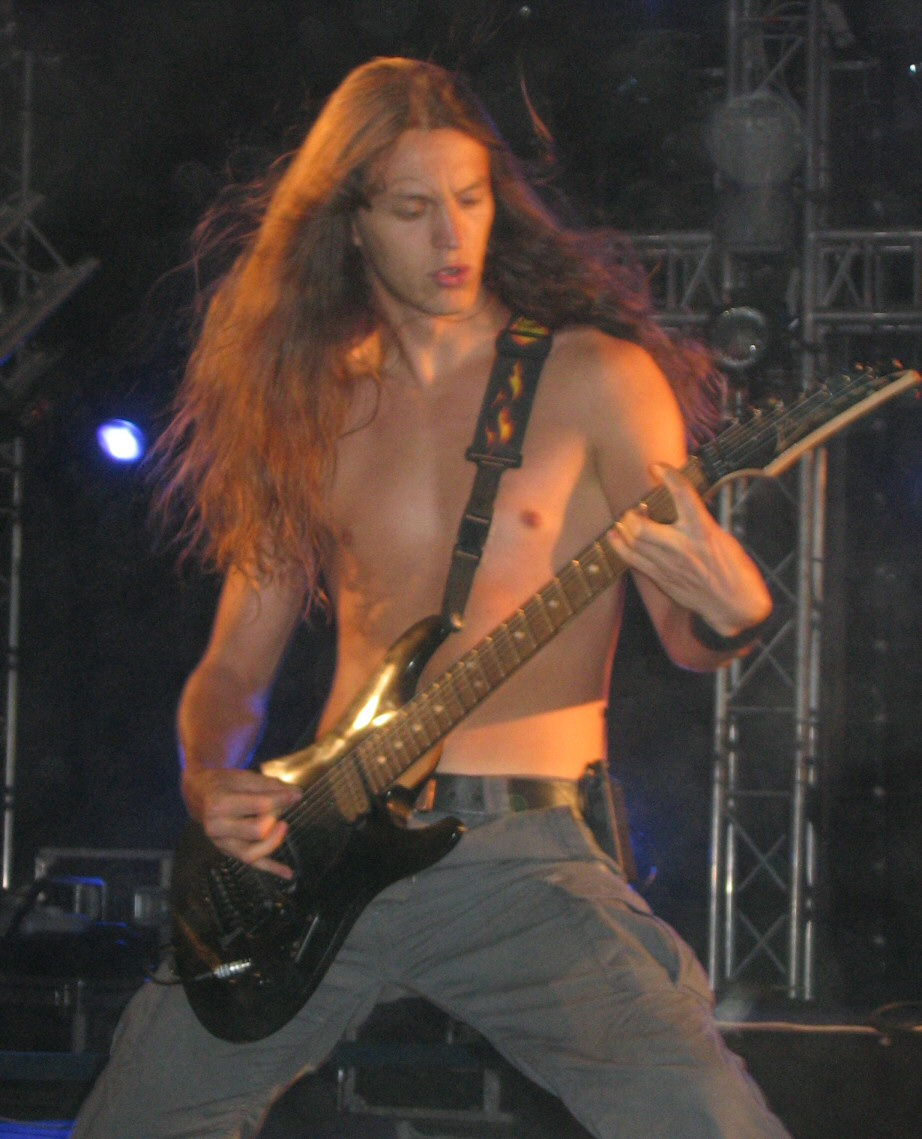
Mark Jansen é o principal compositor e letrista da banda.

Em abril de 2002, a banda de metal sinfônico After Forever anunciou a saída do guitarrista e vocalista Mark Jansen, com ambas as partes citando diferenças criativas. A partir desse momento Jansen começou a procurar por músicos que estivessem dispostos a trabalhar num projeto musical mais sinfônico e voltado à música clássica. Foi então formado o grupo Sahara Dust ainda em 2002, que contava com a norueguesa Helena Iren Michaelsen (ex-Trail of Tears) nos vocais. Alguns bateristas também assumiram o posto e saíram logo em seguida, entre eles Dennis Leeflang (ex-Within Temptation). Michaelsen e os três bateristas não permaneceram na banda, e a mesma foi reformulada para Epica, nome inspirado no álbum de mesmo título da banda Kamelot, lançado em 2003.
A formação definitiva foi consolidada com Jansen e Ad Sluijter nas guitarras, Coen Janssen nos teclados, Yves Huts no baixo, Jeroen Simons na bateria e a mezzo-soprano Simone Simons como vocalista, que era namorada de Mark na época.
O sexteto lançou seu disco de estreia The Phantom Agony em 17 de junho de 2003 através do selo Transmission Records. O disco conteve a participação de um coro constituído por dois homens e quatro mulheres, e uma orquestra de cordas. Mark Jansen deu continuidade à série de canções "The Embrace That Smothers", que lidam com um tema em comum: os perigos da religião organizada na sociedade. As três primeiras partes da coleção podem ser encontradas no álbum Prison of Desire (2000) do After Forever, e as três últimas partes em The Divine Conspiracy (2007), o terceiro álbum da banda. O disco ainda produziu os singles "The Phantom Agony", "Feint" e "Cry for the Moon".
Em 2004 foi disponibilizado o primeiro DVD da banda, We Will Take You With Us, que contém uma apresentação do grupo no programa 2 Meter Sessions, registrado no Wisselood Studios.

### Consign to OblivioneThe Score(2005–2006)
Em 21 de abril de 2005, a banda lançou seu segundo álbum, Consign to Oblivion, influenciado pela história e cultura da civilização maia, tema que fascina Jansen. Trilhas sonoras de filmes e grandes nomes da música como Hans Zimmer e Danny Elfman também foram citados como bases de inspiração para o álbum. A faixa "Trois Verges" conteve a participação do cantor Roy Khan (Kamelot), e o álbum marcou a estreia da banda nas paradas holandesas, debutando na 12.ª posição. Foram lançados os singles "Solitary Ground" e "Quietus (Silent Reverie)" para promovê-lo.
Um álbum não-metal foi lançado em 8 de setembro de 2005, intitulado The Score - An Epic Journey, uma trilha sonora para o filme holandês Joyride. Mark descreveu o álbum como um típico lançamento do Epica, "apenas sem vocais, guitarra, baixo e bateria".
A primeira turnê do grupo na América do Sul ocorreu em dezembro de 2005 e passou por diversas cidades do Brasil. E após a primeira turnê na América do Norte em 2006 como suporte do Kamelot, o baterista Jeroen Simons saiu da banda afirmando querer seguir "outros caminhos musicais". Ariën van Weesenbeek do God Dethroned foi anunciado como baterista de sessão do próximo disco em dezembro de 2006 através do website da banda.
A banda ainda filmou a grande apresentação realizada na casa de shows Paradiso, em Amsterdã, em 4 de maio de 2006 para um futuro DVD ao vivo, no entanto a performance nunca foi lançada devido a gravadora Transmission ter ido à falência detendo todos os direitos autorais das gravações. O livro e compilação The Road to Paradiso foi lançado, contudo.

### The Divine Conspiracye afastamento de Simone (2007–2008)

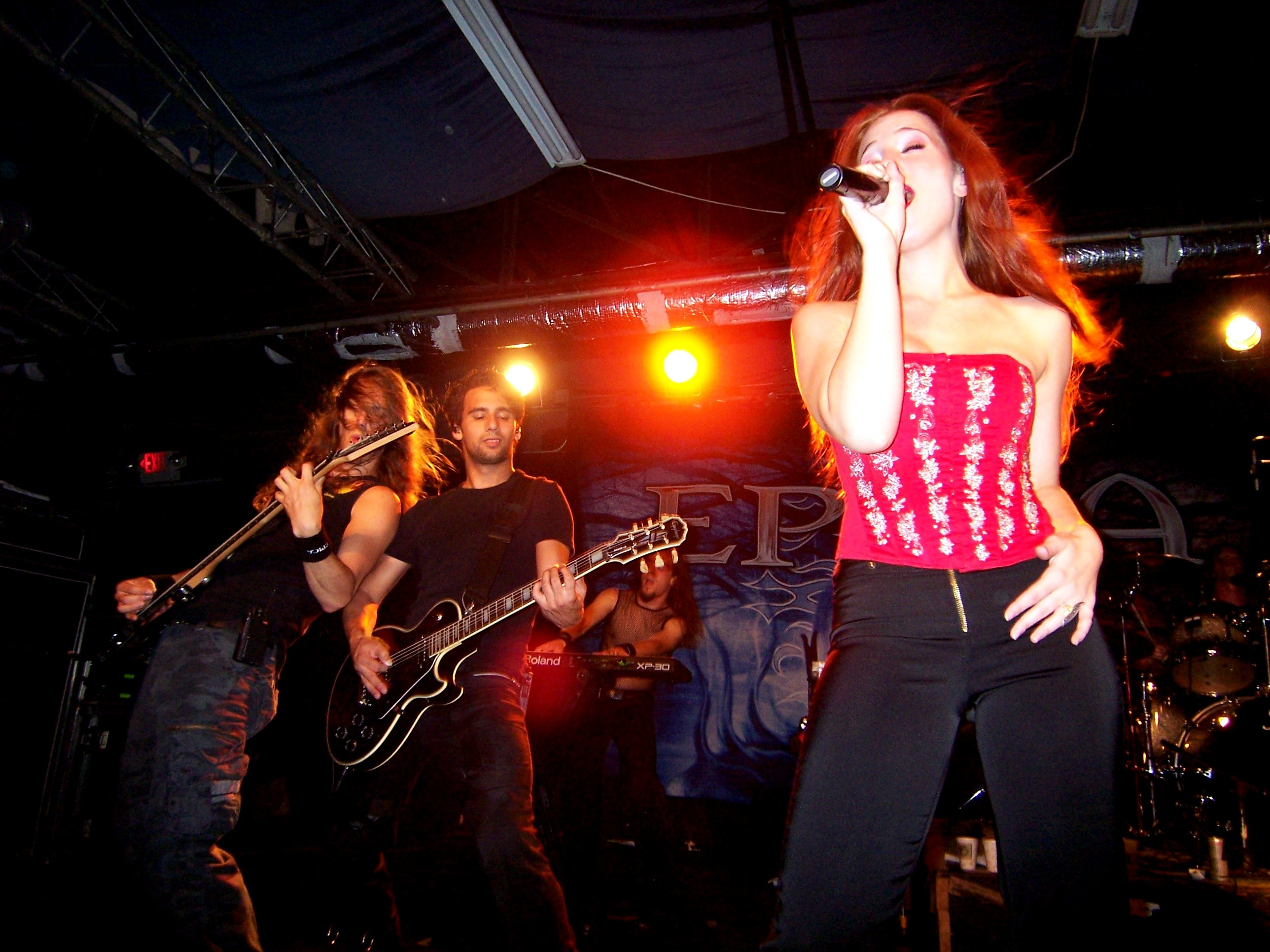
A banda tocando durante a turnê do álbum The Divine Conspiracy em 2007.

The Divine Conspiracy foi finalmente lançado em 28 de agosto de 2007 através da renomada gravadora alemã Nuclear Blast, e logo em seguida a banda embarcou em sua primeira turnê norte-americana como headliner em setembro. O álbum difere-se de seus antecessores pois é totalmente conceitual, no qual carrega a teoria que Deus criou as diferentes religiões e às lançou sobre a humanidade para ver se os mesmos são capazes de encontrar sua verdadeira natureza, compreendendo que todas as religiões são de fato uma só. O disco também concluiu a coleção "The Embrace That Smothers", iniciada nos primórdios do After Forever. O líder e guitarrista desta banda, e ex-companheiro de Mark, Sander Gommans, também participou na faixa "Death of a Dream". Além disso, foram produzidos dois singles do álbum: "Never Enough" e "Chasing the Dragon".
A vocalista Simone Simons anunciou em janeiro de 2008 que estava infectada por uma variação da bactéria staphylococcus aureus (SARM), que é resistente à meticilina e à maioria dos antibióticos. Como resultado disso, ela foi forçada a se ausentar das datas na América do Norte em abril de 2008, e a cantora Amanda Sommerville foi anunciada como sua substituta interina. Simons retornou às atividades em maio do mesmo ano.
Em 16 de junho de 2008, a banda gravou a apresentação em Miskolc, Hungria para o álbum ao vivo The Classical Conspiracy. O concerto incluiu a participação de uma orquestra de 40 membros e um coro de 30, todos músicos húngaros regidos por Zsolt Regos.
Mais tarde, em 16 de dezembro de 2008, o guitarrista Ad Sluijter saiu da banda. Ele postou uma mensagem em sua conta no Myspace alegando não ter mais o prazer de compôr música devido aos prazos e datas que lhe eram impostos. Seu sucessor foi anunciado em janeiro de 2009, Isaac Delahaye, que também tocou na banda God Dethroned com o baterista Ariën.

### Design Your Universee consagração na cena (2009–2011)
Em março de 2009, a banda anunciou que havia voltado aos estúdios para o processo de composição de seu quarto álbum de estúdio. Design Your Universe foi então lançado em 16 de outubro de 2009, e estreou em oitavo lugar nos charts holandeses, o melhor desempenho da banda em seu país-natal até aquele momento. O disco permaneceu por cinco semanas na parada e retornou à mesma após uma prestigiosa performance no festival Pinkpop em 2010.
O álbum deu continuidade à coleção de canções "A New Age Dawns", iniciada em Consign to Oblivion (2005). Teve também a participação do cantor finlandês Tony Kakko (Sonata Arctica) na faixa "White Waters". No geral o disco foi extremamente bem recebido pelos fãs e pela crítica, sendo considerado o álbum que consolidou o Epica como um dos grandes nomes do metal sinfônico. Foram produzidos os singles "Unleashed" e "Martyr of the Free Word" para a promoção do mesmo.
Em 12 de fevereiro de 2010, o ônibus que transportava a banda em turnê sofreu um acidente em uma autoestrada do Canadá. Não houve feridos, mas por pouco o motorista conseguiu evitar uma colisão frontal com um carro. Em outubro do mesmo ano a banda lançou o single de caridade "This Is the Time", e o valor de suas vendas foi destinado à instituição World Wide Fund for Nature.

### Requiem for the IndifferenteRetrospect(2012–2013)

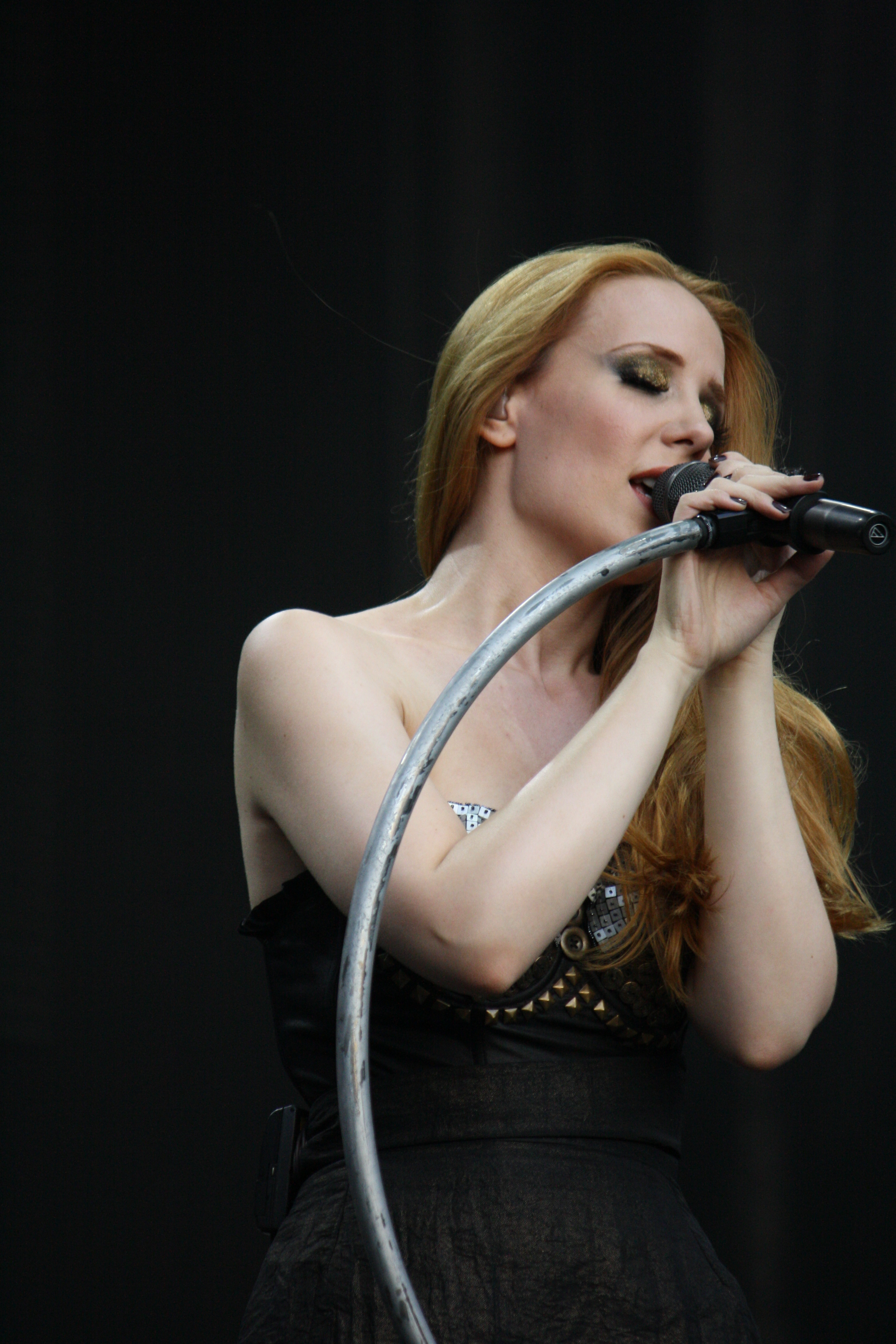
Simone Simons se apresentando com a banda em 2012.

O quinto álbum, Requiem for the Indifferent, foi lançado em 9 de março de 2012, e marcou a estreia da banda na parada americana Billboard 200, na 105.ª posição. Alguns dos temas recorrentes em suas canções são as tensões entre religiões e culturas, guerras, desastres naturais e crises financeiras. O álbum teve uma forte influência de metal progressivo, e foi considerado por alguns críticos como o trabalho mais distante da sonoridade "conhecida" do Epica. Apenas a faixa "Storm the Sorrow" foi lançada como single deste álbum. Esta foi também a última colaboração da banda com Yves, que deixou o grupo em 25 de março do mesmo ano, sendo substituído por Rob van der Loo (ex-Delain, Mayan).
Em setembro de 2012, a banda participou do programa de TV holandês Niks te gek, no qual pessoas com deficiências mentais podem realizar seus desejos. No referido episódio, eles gravaram com o levemente autista Ruurd Woltring, uma de suas próprias composições, "Forevermore". A canção foi lançada como single pela banda em 25 de setembro de 2012.
Em 23 de março de 2013, o grupo celebrou seus dez anos de carreira com um concerto massivo de três horas de duração no Klokgebouw, em Eindhoven na Holanda. O show teve a participação da mesma orquestra e coro do álbum The Classical Conspiracy, além de diversos efeitos especiais no palco e participação dos ex-membros da banda Jeroen Simons, Ad Sluijter e Yves Huts, e da vocalista do Nightwish, Floor Jansen. A cantora Tarja Turunen também foi convidada, mas não pôde comparecer devido à conflitos de agenda. Durante o concerto, Coen Janssen anunciou que o evento estava sendo filmado para um futuro DVD ao vivo. Retrospect foi lançado em 8 de novembro de 2013 e encerrou a primeira década do Epica.

### The Quantum Enigmae Epic Metal Fest (2014–2015)
Em fevereiro de 2014, a banda anunciou os primeiros detalhes do sexto álbum The Quantum Enigma, que foi oficialmente lançado em 5 de maio do mesmo ano. Mark afirmou que o disco marca o "começo de uma nova era" na banda. Estreou em quarto lugar nas paradas da Holanda, melhor desempenho alcançado pela banda no país até então, além da 110.ª posição na Billboard 200. Para promover o álbum, a banda ainda lançou os singles "The Essence of Silence" e "Unchain Utopia".
Em novembro de 2015, o grupo realizou a organização e curadoria de seu próprio festival musical, o Epic Metal Fest. A primeira edição ocorreu na Holanda e teve as participações das bandas Dragonforce, Eluveitie, Fear Factory, Moonspell, Delain e Periphery, além do próprio Epica que encabeçou o line-up. Uma segunda edição foi realizada mais tarde, em outubro de 2016, na cidade de São Paulo, Brasil.
Ainda em 2015, a banda foi premiada com o "Prêmio de Exportação Musical" da Buma Rocks, que é dado ao artista holandês com maior sucesso internacional no ano anterior.

### The Holographic Principlee lançamentos paralelos (2016–2019)

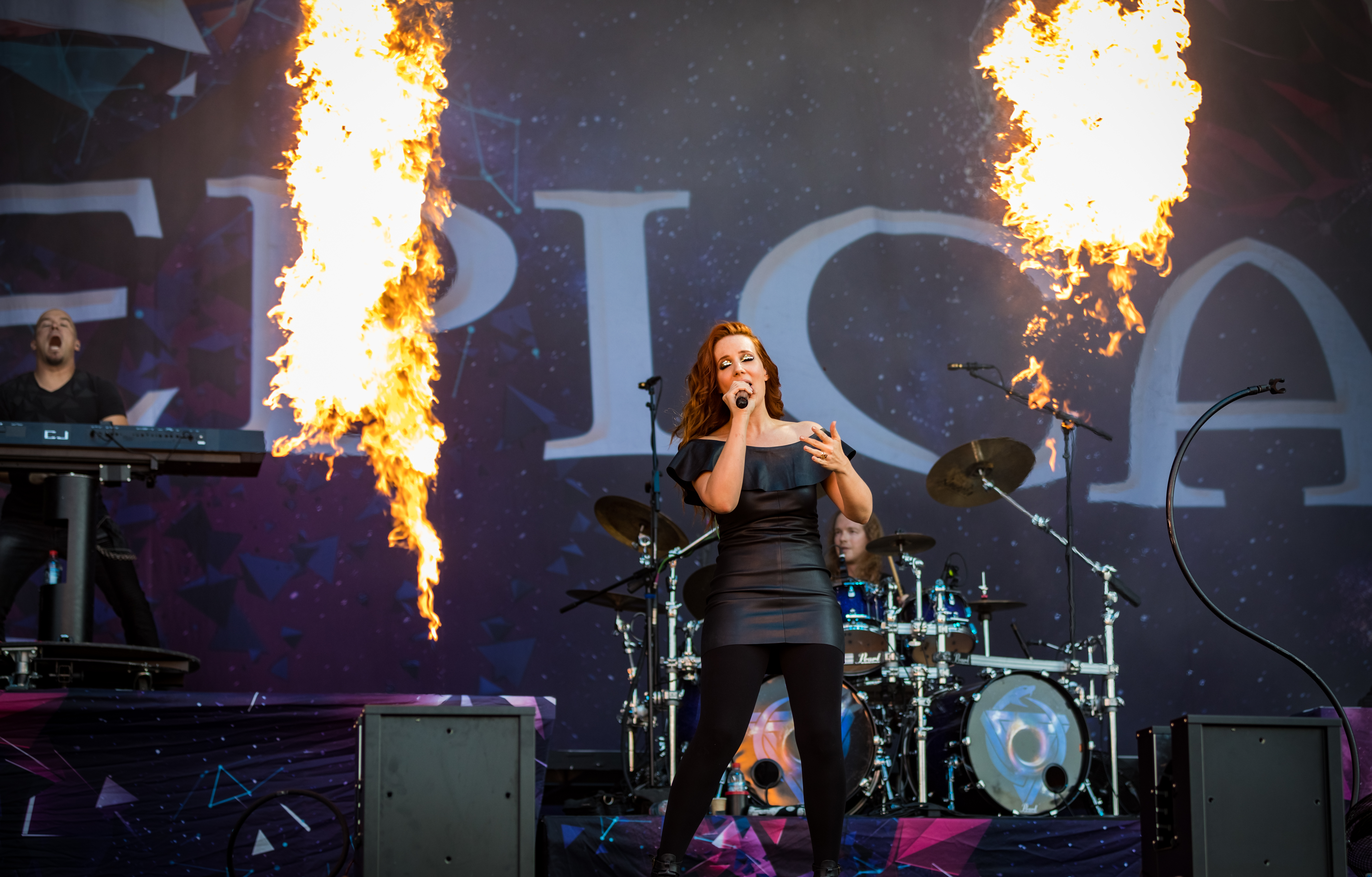
A banda durante uma apresentação no festival alemão Wacken Open Air em 2018.

O sétimo disco de estúdio, The Holographic Principle, foi lançado em 30 de setembro de 2016, tendo como base o conceito de que o universo é um holograma criado digitalmente. A vocalista Simone também disse que o álbum é o lançamento "mais ambicioso de toda a carreira do Epica". A banda ainda lançou os singles "Universal Death Squad" e "Edge of the Blade" antes de iniciar uma extensa turnê mundial para promover o álbum. Em 2021, o álbum foi eleito pela Metal Hammer como o 10º melhor álbum de metal sinfônico de todos os tempos.
Foi lançado em 1 de setembro de 2017 o primeiro EP do grupo, The Solace System, contendo seis faixas que foram gravadas durante as sessões de The Holographic Principle, mas não foram incluídas na versão final. Alguns meses depois em dezembro, é lançado mais um EP, Epica vs Attack on Titan Songs, que consiste em covers das canções do anime Shingeki no Kyojin, originalmente interpretadas pela banda japonesa de metal sinfônico Linked Horizon.
O grupo alemão Powerwolf lançou seu álbum The Sacrament of Sin em 2018, e o Epica apareceu numa versão alternativa do disco com um cover da canção "Sacred & Wild", originalmente do álbum Preachers of the Night (2013). No final de 2019, a banda relançou o clássico álbum Design Your Universe numa edição comemorativa de dez anos, juntamente com uma pequena turnê com datas selecionadas.

### ΩMEGA - Oitavo álbum de estúdio - (2020–presente)
A vocalista Simone relatou em 1 de fevereiro de 2020 que a pré-produção do oitavo de álbum de estúdio da banda havia sido completada.
No dia 9 de outubro de 2020, lança o primeiro single do novo álbum, intitulado "Abyss Of Time - Countdown To Singularity -" no formato videoclipe oficial feito em colaboração com a Grupa 13.
No mesmo dia é anunciado o novo álbum intitulado de "Omega" (estilizado: ΩMEGA) que chegará ao público no dia 26 de fevereiro de 2021, pela Nuclear Blast.
É o primeiro disco de estúdio da banda após cinco anos, entre pequenos lançamentos de EP's, sendo assim, o sucessor de "The Holographic Principle" de 2016.
No dia 27 de novembro, o segundo single do novo álbum é lançado em formato videoclipe oficial., intitulado "Freedom - Wolves Within -".
A música é baseada em uma velha história de uma luta entre dois lobos.
"Um sábio Cherokee está conversando sobre a vida com seu neto. Ele diz ao menino: 'Há uma luta acontecendo dentro de mim entre dois lobos. Um lobo é mau, ele encarna raiva, inveja, tristeza, arrependimento, ganância, arrogância, auto piedade, culpa, ressentimento, inferioridade, mentiras, falso orgulho, superioridade e ego. O outro lobo é bom, alegre, pacífico e incorpora amor, esperança, serenidade, humildade, bondade, benevolência, empatia, generosidade, verdade, compaixão e fé. Todos nós temos a mesma luta acontecendo dentro de nós e o resultado dessa batalha se refletirá no mundo exterior.' O menino fica curioso e pergunta ao avô qual lobo vai ganhar? O velho Cherokee simplesmente responde 'Aquele que você mais alimenta'. O que queremos ser e o que queremos refletir no mundo ao nosso redor depende de qual lobo alimentamos e também do grau de controle que temos sobre nossos lobos internos. Conseguiremos controlá-los ou eles nos controlarão?”
- Mark Jansen.
Para o single a banda se juntou ao WWF e a gravadora, Nuclear Blast para apoiar uma causa. Três metas foram definidas em plataformas de streaming, e com cada meta alcançada, a gravadora patrocinará a adoção simbólica de 2 lobos cinzentos ameaçados de extinção através do World Wildlife Fund, para que em, ao final da partida, cada integrante da banda terá adotado um animal.
"Os lobos cinzentos não apenas sofrem com a perda constante de habitat, mas também têm que suportar mortes por vingança por ataques a animais silvestres, e o World Wildlife Fund depende de patrocínios e adoções para conservar o habitat natural desses animais preciosos."

## Estilo musical

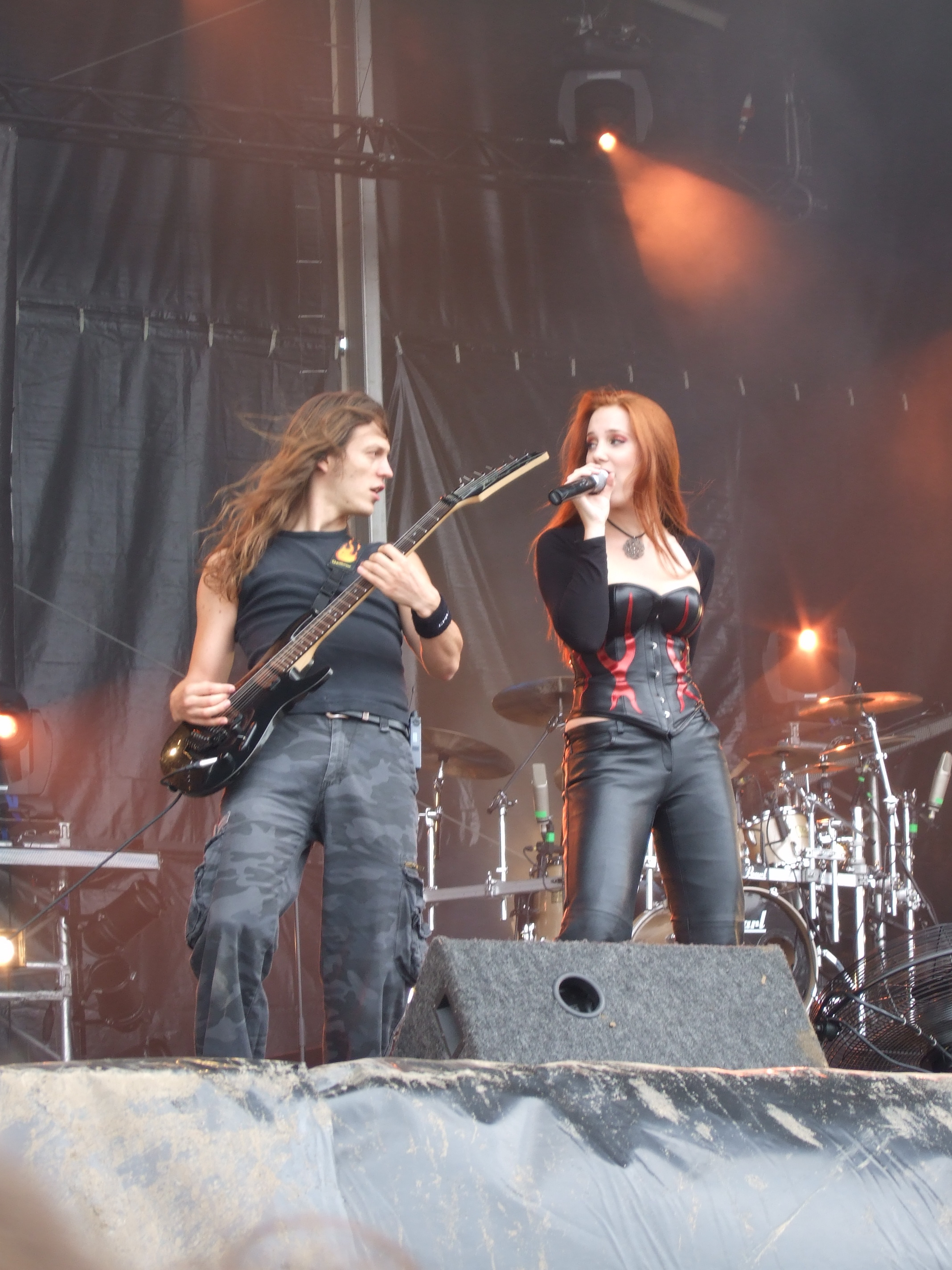
Os vocais guturais de Mark Jansen (esquerda) e o tom operístico de Simone Simons (direita) compõe os vocais principais da banda.

A banda executa uma mistura de diversos sub-gêneros do metal, dentre eles o metal sinfônico, metal progressivo, metal gótico, thrash metal, death metal melódico, black metal sinfônico, e mais raramente, folk e power metal. O ex-guitarrista Ad Sluijter descreveu o grupo como "uma ponte entre power metal e metal gótico". A vocalista Simone Simons expressou a preferência em serem descritos apenas como metal sinfônico, embora o fundador Mark Jansen notou que eles não se importam em serem rotulados como metal gótico também. Jansen ainda descreveu a banda como "death metal sinfônico", uma ponte entre o metal sinfônico e death metal.
A música do Epica é agressiva, bombástica e excessiva, com algumas canções "épicas, grandiosas e majestosas", e outras mais "moderadas e introspectivas". A banda também é conhecida pelas suas tendências progressivas, mas com uma atmosfera gótica e sentimentalista também presente em sua musicalidade.
Eles usam a "marca registrada de bandas de metal sinfônico e gótico", contrastando "guturais e brutalidade de um lado, e melodias femininas graciosas do outro", fórmula usada pelos noruegueses do Theatre of Tragedy e Tristania, ou mesmo os conterrâneos do Within Temptation e After Forever. Eduardo Rivadavia do AllMusic citou que a "atração da banda, em última análise depende de explorar os contrastes sonoros de luz e escuridão; a forte intensidade dos riffs pesados de guitarra e o hiperativo elenco de bateria contra a crescente doçura em camadas de cordas orquestradas e teclado". Simone oferece vocais operísticos na sua extensão de mezzo-soprano, embora também tenha explorado o canto mais popular desde Consign to Oblivion (2005), o qual é descrito como "uma clara voz alta que possui um tom impecável e muita emoção". Posteriormente, Simone admitiu que ela estava errada e que ela não era uma mezzo, mas sim uma soprano. Mark, em contrapartida, oferece os vocais guturais que são "secundários aos vocais de Simone, mas muito importantes em termos de balanço e variedade". O grupo também é conhecido por empregar coros e orquestras em suas canções, com elementos adicionais, tais como recitais de palavras e letras em latim e árabe.

## Discografia
- The Phantom Agony (2003)
- Consign to Oblivion (2005)
- The Divine Conspiracy (2007)
- Design Your Universe (2009)
- Requiem for the Indifferent (2012)
- The Quantum Enigma (2014)
- The Holographic Principle (2016)
- Omega (2021)
- Aspiral (2025)

## Formação
| - Mark Jansen – guitarra, vocais (desde 2002) - Coen Janssen – teclado, sintetizadores, piano (desde 2002) - Simone Simons – vocais (desde 2002) - Ariën van Weesenbeek – bateria (desde 2006; apoio: 2006–2007) - Isaac Delahaye – guitarra, vocal de apoio (desde 2009) - Rob van der Loo – baixo (desde 2012) | - Yves Huts – baixo (2002–2012) - Ad Sluijter – guitarra (2002–2008) - Jeroen Simons – bateria (2002–2006) - Dennis Leeflang – bateria (2002) - Iwan Hendrikx – bateria (2002) - Steve Wolz – bateria (2002) - Helena Iren Michaelsen – vocais (2002) |